# Bryoacantholoma
Bryoacantholoma là một chi rêu trong họ Spiridentaceae.